# Bronisław Wójcik
Bronisław Kazimierz Wójcik (ur. 13 września 1932 w Warzycach zm. 22 maja 2014 w Krośnie) – polski działacz partyjny i państwowy, w latach 1975–1979 wicewojewoda krośnieński.

## Życiorys
Syn Józefa i Pauliny. W latach 1971–1974 kształcił się w Wyższej Szkole Nauk Społecznych przy KC PZPR, uczył się też w Wieczorowym Uniwersytecie Marksizmu-Leninizmu. Od 1949 należał do Związku Młodzieży Polskiej, od 1955 kierował jego kołem w Warzycach i ośrodkiem szkoleniowym ZMP, a w 1957 był wiceprzewodniczącym powiatowego zarządu organizacji w Jaśle.
W 1953 wstąpił do Polskiej Zjednoczonej Partii Robotniczej. Od 1955 działał w Podstawowej Organizacji Partyjnej w ramach Komitetu Powiatowego w Jaśle (m.in. jako II sekretarz). Od lat 60. zajmował kolejno stanowiska instruktora, kierownika, członka egzekutywy (1971) i sekretarza ds. propagandy (1971) w KP PZPR w Jaśle. W latach 1974–1975 I sekretarz Komitetu Powiatowego PZPR w Krośnie, zajmował też stanowisko przewodniczącego Powiatowej Rady Narodowej w Krośnie. W 1975 został zastępcą członka i następnie członkiem Komitetu Wojewódzkiego PZPR w Krośnie. Od czerwca 1975 do ok. czerwca 1979 zajmował stanowisko wicewojewody krośnieńskiego.